# 楊泰亨
楊泰亨（1826年—1894年），字履安，又字理庵，號問衢。浙江慈溪人。

## 生平
咸豐八年（1858年）舉人，援例授内阁中书。同治四年進士，改庶吉士，散馆授职檢討。同治九年、十二年兩次主湖南鄉試。晚年主講郡孝廉堂月湖書院、餘姚龍山書院。建有“文徵楼”，藏善本6万余卷。好讀書，工诗文，精书法，至老手不释卷。光緒二十年（1894年）卒。著有《饮雪轩诗集》4卷、《饮雪轩文集》4卷、《饮雪轩笔记》4 卷、《佩韦斋随笔》2卷等。

## 家族
父楊慶槐。